# Neteller
Neteller es un servicio electrónico de propiedad y operado por la compañía de pagos globales Grupo Paysafe. El servicio de Neteller se utiliza para transferir el dinero de los comerciantes, tales como firmas del mercado de divisas, redes sociales, y puede retirar fondos directamente usando la tarjeta de Net o la transferencia del equilibrio a sus propias cuentas bancarias.

## Creación y regulación
Neteller fue creado en 1999 en Canadá y se trasladó a la Isla de Man en 2004. En 2015, Optimal Payments Plc (ahora Paysafe Group Plc) finalizó una transacción de transformación para la industria de pagos globales, la adquisición de Skrill, uno de los mayores sistemas de pagos en línea de Europa y entre los mayores proveedores independientes de monederos digitales.
No es un banco y no presta los fondos de los clientes. Se requiere bajo regulaciones del e-dinero de FCA para mantener fondos del cliente en cuentas separadas del fideicomiso, separado de su efectivo de funcionamiento, suficiente para pagar todos los balances de cliente al mismo tiempo.

### Juego en línea
Neteller comenzó a procesar los pagos de juegos de azar en línea en julio de 2000, estaba procesando los pagos del 80% de los comerciantes del mundo. 95% de los ingresos de la empresa en ese momento se derivó de las transferencias de fondos a las empresas de juegos de azar en línea, con la mayoría de los usuarios que son los residentes de los EE. UU.
Las cuentas de los usuarios de los EE. UU. fueron congeladas mientras que la firma salió de los Estados Unidos, y los fondos fueron devueltos eventual después del 30 de julio de 2007. Como resultado de esta salida forzada del mercado de EE. UU., y los riesgos asociados con los juegos de azar en línea, la empresa ha tratado de diversificar. A pesar de esto, los ingresos de las tarifas cayeron de 239 millones de dólares en 2006.
Los clientes de alto volumen de negocios se ofrecen miembro llamado "Neteller Vip". Incluye características adicionales y tarifas más bajas similares a la pertenencia premium del mayor competidor, Skrill. Entre los clientes de Neteller se encuentra Paybis, que utiliza el servicio para pagos en fiat.